# Serianus minutus
Espèce
Synonymes
- Olpium minutus Banks, 1908

Serianus minutus est une espèce de pseudoscorpions de la famille des Garypinidae.

## Distribution
Cette espèce est endémique du Texas aux États-Unis. Elle se rencontre vers Austin.

## Description
L'holotype mesure 1,6 mm.
Le mâle décrit par Muchmore en 1981 mesure 2,02 mm et la femelle 2,17 mm.

## Publication originale
- Banks, 1908 : The pseudoscorpions of Texas. Bulletin of the Wisconsin Natural History Society, vol. 6, p. 39-42 (texte intégral).